# TL (장르)
TL 또는 틴즈 러브(Teen's Love, ティーンズラブ)는 일본 만화 장르 분류 중 하나이다. 주로 TL로 표기한다.

## 개요
순정만화 같은 그림체와 인물 설정이지만, 성인향 만화 같은 구체적이고 직접적인 성적 표현이 이야기 중에 표현되는 소녀향 상업 만화를 가리킨다. 덧붙여, 동인지의 경우 이 같은 만화는 남성향도 여성향도 모두 성인향 만화로 간주한다.
'틴즈 러브(Teen's Love)'라는 명칭에서 알 수 있듯이 일본에서는 10대 소녀를 대상으로 출간하고 있으며, 순정만화의 소녀적 로망이 담겨 있는 스토리에 키스 이상의 성관계 묘사가 더해진 장르이다. 일본에서는 미성년자를 대상으로도 판매되나 대한민국에서는 수위 높은 성관계 묘사와 삽화로 인해 19금 성인물로 분류되어 출간된다.
내용은 순정만화와 흡사하지만, 수위 높은 성적 묘사가 추가된 만큼, 연애와 섹스가 동일시되는 경우가 많다. 명확한 연애 감정 없이 성관계만 하며 교제하는 모습이 그려지는 경우도 있다. 또한, 강간, 근친상간, 원조교제 등 범죄나 금기 요소가 이야기에 포함되는 경우도 있다.
주인공 여성은 독자의 연령층에 맞춰 10대 중반에서 20대 초반으로 설정되어 있다. 상대역인 남성은 10대 중반부터 작품에 따라서는 50대가 등장하는 경우가 있을 정도로 연령 범위가 넓다.
작품의 흐름은 사귀고 있지만, 권태기에 들어간 커플 사이가 흔들리다가 다시 합쳐지거나, 방해와 역경을 극복하고 맺어지는 등 다양한 패턴이 있다. 작품 대부분은 해피 엔딩이다.

## 작가
TL 만화를 집필하는 작가 중 다수가 BL 만화도 겸해서 그린다. 또한 '상업지에서는 TL, 동인지에서는 BL'이라는 형태로 활동하는 작가, 성인 만화나 순정 만화에서 TL로 전향한 작가도 있다.

## 연보
《엘틴 코믹》(エルティーンコミック)이나 《소녀혁명》(少女革命)이 TL의 시초. 1990년대 후반부터 2000년대 초반에 걸쳐 장르로 정착했다.
- 1995년 -《엘틴 코믹》(エルティーンコミック) 창간
- 1998년 -《소녀혁명》(少女革命) 창간
- 2002년 -《연애 선언 핀키슈》(恋愛宣言ピンキッシュ),《절대 연애 Sweet》(絶対恋愛Sweet) 창간
- 2003년 -《엘틴 코믹 쁘띠 모모》(エルティーンコミックぷちもも) 창간

## 매체

### 잡지
초기에는《엘틴 코믹》(エルティーンコミック)이나 《소녀혁명》 (少女革命) 등 A4 중철 제본이 많았지만, 2009년 이후로 A5 평철 제본에 두꺼운 형태가 주류이다. 또한, 더 작은 B6 평철 제본도 보인다.
가격은 평균 600엔 미만 정도. 표지에는 일러스트가 사용되고 있으며, 실사가 사용되는 레디코미(レディコミ)와는 대조적이다.

#### 현재 일본에서 발행되는 잡지
- 절대 연애 Sweet(絶対恋愛Sweet) (카사쿠라 출판사(笠倉出版社) 보관됨 2014-12-25 - 웨이백 머신)
  - Sweet 쁘띠(Sweetプチ)
- 연애 천국(연애 파라다이스)(恋愛天国,れんあいぱらだいす) (타케 쇼보(竹書房))
  - 미니 파라(ミニパラ)
  - 데라 파라 mini(デラパラmini)
- 연애백서 파스텔 (恋愛白書パステル) (오오조라 출판(宙出版) 보관됨 2014-12-25 - 웨이백 머신)
- 영 러브 코믹 아야 (Young Love Comic aya) (오오조라 출판(宙出版))
- 무적 연애 S-girl(無敵恋愛S-girl) (분카샤(ぶんか社))
- 연애 선언 PINKY(恋愛宣言PINKY) (슈스이사(秋水社))

#### 과거 일본에서 발행된 잡지
- 엘틴 코믹(エルティーンコミック) (근대영화사(近代映画社))
  - 엘틴 코믹 쁘띠 모모(エルティーンコミックぷちもも)
- 핑크 펀치!(ピンクパンチ!) (오오조라 출판(宙出版))
- 소녀혁명(少女革命) (일수사(一水社))
- 연애 선언 핀키슈(恋愛宣言ピンキッシュ) (헤이와 출판(平和出版))
- 연애 천사 안젤리나(恋愛天使アンジェリーナ) → 쁘띠 아라모드(プチアラモード) → 연애 낙원 쁘띠 아라모드(恋愛楽園プチアラモード) (다이토샤(大都社) → 쇼넨가호샤(少年画報社))
- 연애 경험 CANDYKISS(恋愛体験CANDYKISS) (코어매거진(コアマガジン))
- 연애 열정 러브 패션(恋愛熱情ラブパッション) (잇스이샤(一水社))
- mini 러브(miniラブ) (일본문예사(日本文芸社))

### 만화
여러 출판사가 TL 레이블에서 단행본을 발행하고 있다. 상기 잡지에 발표된 작품을 모은 것이나 신작 외에도, 화제된 TL소설의 만화화, 독자 투고를 여러 만화가가 그리는 앤솔로지 형식의 단행본도 판매되고 있다.

#### 일본 TL 만화 레이블
TL만화 레이블 콘셉트는 특정되어 있지않으며 출판사의 레이블 명을 따른다. 위의 페이퍼 잡지를 출간하는 출판사에서는 본지 연재작이 당사의 단행본 레이블로 출간된다. 특정 출판사(잡지)를 근거로 하지 않는 온라인 연재 만화를 단행본으로 주로 출간하는 출판사 레이블이 있다.
TL 만화는 대부분 단행본 형태(B6)로 출간된다. 재출간되는 완전판이나 일부 온라인 만화는 문고본 형태(A6)로 출간되기도 한다.

단행본
- 카루토 코믹스 스위트 셀렉션 (カルトコミックス　sweet セレクショ) (카사쿠라 출판사(笠倉出版社) 보관됨 2014-12-25 - 웨이백 머신)
- 밤부 코믹스 렌파라 콜렉션 (バンブーコミックス 恋パラコレクション) (다케쇼보(竹書房))
- 미씨 코믹스 YLC Collection (ミッシィコミックスYLC Collection) (오오조라 출판(宙出版) 보관됨 2014-12-25 - 웨이백 머신)
  - 미씨 코믹스 YLC DX Collection (ミッシィコミックスYLC DX Collection)
  - 미씨 코믹스 Nextcomics F (ミッシィコミックス NextcomicsF)
- 분카샤 코믹스 S*girl Selection (ぶんか社コミックス S*girl Selection) (분카샤(ぶんか社))
- 다이토 코믹 TL시리즈 (DAITO COMICS TL シリーズ) (슈스이샤(秋水社))
- MIU렌아이MAX COMICS (MIU恋愛MAX COMICS) (쇼덴샤(祥伝社))
  - 히메코이 셀렉션 (ひめ恋セレクション)

### 전자책
전자 서점을 통해 전자책 형식으로도 판매되고 있다. 또한, 이하 서술하고 있는 소설도 이 형식으로 발매되는 것이 적지 않다.

### 소설
소설에서는 2002년부터 2003년까지 비슷한 형태의 레이블이 존재했지만(러브 노벨즈(ラブノベルズ), 코사이문고 핑키틴즈・노벨즈(光彩文庫ピンキーティーンズ・ノベルズ), 다이토노벨즈 안젤리나 시리즈(大都ノベルズアンジェリーナシリーズ)) 모두 얼마 가지 못하고 폐지되었다.
그 후 2009년 6월에 프랑스 서원에서 티아라 문고를 창간했다. 또한, 2011년 7월 이후 이 분야에 신규 진입이 활발하게 이루어지고 있다.
덧붙여, 이러한 소설 레이블에 대해서는 '소녀계(乙女系,오토메계)'라고 부르기도 한다.
작품 배경 중 가장 많은 배경은 서양 판타지이며, 실제 역사적 시대가 배경인 경우도 있다. 그 외에도 동양 시대물 및 판타지, 중동 시대물 및 판타지, 현대 판타지 등이 그 뒤를 따른다. 판타지 요소가 없는 현대물 작품은 TL 소설에서 차지하는 비중이 적은 편이나 없는 것은 아니다. (현대물은 모바일이나 웹으로 연재되는 여성향 관능소설 레이블에서 더 많이 찾아볼 수 있는데, TL 소설과는 성격이 약간 다르다. 차이점은 소녀만화와 레디코미의 차이점과 유사하다.)
도서 형식은 대부분 라이트 노벨을 따르고 있다. 대부분의 TL 소설에 만화나 애니메이션 풍의 삽화가 들어가며, 적지 않은 수의 TL 소설 독자가 삽화를 중요하게 여긴다. 관련 내용은 라이트 노벨의 삽화의 중요성 항목 참조.

#### 일본 TL 소설 레이블
일본 레이블의 경우 대체로 각자 정해진 콘셉트가 있으며, 해당 콘셉트에 따라 출간 작품의 분위기가 통일되기도 한다. ex) 소냐 문고의 '일그러진 사랑'
TL 소설은 대부분 문고 형태로 출간된다. 가격은 평균 600~700엔 정도. 레이블에 따라 내지 권두 컬러 삽화가 들어가는 경우도 있고, 등장인물 소개 삽화가 들어가는 경우도 있다. 모든 문고의 공통점은 내지 삽화는 반드시 들어간다는 것이다.
단행본(북스) 형태로 출간되는 경우는 가격이 평균 1,000엔 이상이다. TL 보다 조금 더 연령층이 높은 20대 성인 여성을 대상으로 하는 여성 만화에 가까운 레이블이 많으며, 간혹 내지 삽화가 없는 레이블도 있다. 대상 연령층이 조금 더 높은 만큼 현대물 배경의 작품도 다수를 차지한다.

문고
- 티아라 문고(ティアラ文庫) (프랑스 서원(フランス書院), 2009년 6월)
- 사라사 문고(さらさ文庫) (메디악스(メディアックス), 2011년 7월)

그러나 2011년 10월 (예정)작품은 발행·발매되지 않고, 그대로 활동 정지. 발행처를 바꿔 줄리엣 문고로 새롭게 창간.
- 마리로즈 문고(マリーローズ文庫) (코스믹 출판(コスミック出版), 2011년 10월)
- 줄리엣 문고(ジュリエット文庫) (인포레스트(インフォレスト), 2012년 4월)

위에 언급한 사라사문고에서 인계. 그러나 2014년 1월간을 마지막으로 활동 정지.
- 시폰 문고(シフォン文庫) (슈에이샤(集英社), 2012년 5월)
- 코단샤 X문고 화이트 하트(講談社X文庫ホワイトハート) (코단샤(講談社), 2012년 11월 간행물부터 라인업에 추가)

레이블 자체는 1991년부터 존재하고 있었다.
- 소냐 문고(ソーニャ文庫) (이스트・프레스(イースト・プレス), 2013년 2월)
- 프리에르 문고(プリエール文庫) (타이세이샤(大誠社), 2013년 4월)
- 바닐라 문고(ヴァニラ文庫) (할리퀸(ハーレクイン), 2013년 8월)
- 플뢰르 문고 루주 라인([http://mf-fleur.jp/ フルール文庫] 보관됨 2014-12-20 - 웨이백 머신 ルージュライン) (카도카와 쇼텐(角川書店), 2013년 9월)
- 로열키스 문고(ロイヤルキス文庫) (쥴리안(ジュリアン), 2013년 11월)
- 오토미츠밀키 문고(乙蜜ミルキィ文庫) (리브레 출판(リブレ出版), 2013년 11월)
- 미츠네코 문고(蜜猫文庫) (타케 쇼보(竹書房), 2014년 2월)
- 허니 문고(ハニー文庫) (후타미 쇼보(二見書房), 2014년 3월)
- 오팔 문고(オパール文庫) (프랑스 서원(フランス書院), 2014년 4월)
- 그레이스 문고 → 가브리엘라 문고(ガブリエラ文庫) (미디어소프트(メディアソフト), 2014년 5월)
- 에버 프린세스([https://web.archive.org/web/20141224151117/http://www.oakla.com/ever_princess/ エバープリンセス]) (오클라 출판(オークラ出版), 2014년 9월)

에버 로맨스가 에버 프린세스로 개편되며 문고로 변경.
단행본(북스)
- 이터니티 북스(エタニティブックス) (알파폴리스(アルファポリス), 2010년 11월)
- 레지나 북스(レジーナブックス) (알파폴리스(アルファポリス), 2010년 11월)
- 에버 로맨스(エバーロマンス) (오클라 출판(オークラ出版), 2013년 7월)

2014년 8월간을 마지막으로 활동 정지. 에버 프린세스로 개편.
- 프리실라 북스(http://priscilla-books.com/ 보관됨 2014-12-24 - 웨이백 머신) (신초샤(新潮社), 2013년 8월)
- 노체 북스(ノーチェブックス 보관됨 2014-12-24 - 웨이백 머신) (알파폴리스(アルファポリス), 2014년 2월)
- 쥬얼 북스(ジュエルブックス 보관됨 2014-12-17 - 웨이백 머신) (카도카와 쇼텐(角川書店), 2014년 6월)

## 대한민국 현황

### 소설
대한민국에서는 TL 장르가 주로 소설로 인식되어 있다. TL 소설은 여성향 라이트 노벨 카테고리로 분류되며, 판형 또한 라이트 노벨과 같다.
2013년 7월 앨리스노블이 최초로 일본 TL 소설을 번역하여 정식 발간하였고, 2014년에 들어서 여러 TL 소설 레이블이 창간되었다.
현재 대한민국에 가장 많이 정식 출간된 일본 TL 문고는 소냐 문고와 티아라 문고이며, 그 외에 마리로즈 문고, 플뢰르 문고, 오토미츠밀키 문고, 미츠네코 문고, 로열키스 문고, 프리에르 문고 작품이 정식 발간되었다.
대한민국에서도 TL 장르에 대한 관심이 높아짐에 따라, 일부 출판사에서 대한민국 작가가 집필한 TL 소설 발간을 위해 작가 모집 등을 하고 있다.

#### 대한민국 TL 소설 레이블
- 앨리스노블 (이미지프레임, 2013년 7월)

매달 중순 또는 말일에 일본 번역 TL 소설, 대한민국 작가 집필 TL 소설, 전연령 여성향 라이트 노벨을 1~2종 출간.
종이책 출판 몇 개월 후 전자책 서비스 업데이트.
종이책 초판 한정 표지 일러스트 타로 카드와 OPP 북커버 제공.
- 메르헨노블 (예원북스, 2014년 5월)

매달 1일 일본 번역 TL 소설을 전자책으로 3종 출간.
전자책 업데이트 3개월 후 다수의 독자가 요청한 작품에 한해 매달 10일 종이책 발간.
종이책 초판 한정 표지 일러스트 엽서 크기 책갈피 제공.
일본 마리로즈 문고와 독점 계약하여 해당 문고 작품은 메르헨노블에서만 출간.
- 코르셋노블 (영상출판미디어㈜, 2014년 6월)

매달 15일 일본 번역 TL 소설을 4종 출간.
종이책 출판 몇 개월 후에 전자책으로 출간되며, 종이책 발간 전 전자책으로 선공개되는 작품도 있음.
종이책 초판 한정 표지 일러스트 엽서 제공.
일본 미츠네코 문고와 독점 계약하여 해당 문고의 작품은 코르셋노블에서만 출간.
- 스칼렛노블 (서울문화사, 2014년 6월)

매달 5일 일본 번역 TL 소설 3종을 종이책과 전자책으로 동시 출간.
매달 첫 번째 월요일 TL 소설 3종을 온라인으로 연재 시작하여 매주 업데이트. 전 5~6화(1화 무료). 온라인 연재 시작일을 기준으로 두 달 후 종이책과 전자책 출간.
종이책 초판 한정 표지 일러스트 카드와 시크릿 종이 북커버 제공.
- 노블리타S (대원씨아이, 2014년 6월)

비정기적으로 1~2개월에 한 번씩 전자책으로 일본 번역 TL 소설 2~3종을 출간.
현재 전자책 서비스만 제공하며 종이책 출간 예정은 없음.
- 블랙피치 (현대지능개발사, 2014년 11월)

비정기적으로 일본 번역 TL 소설을 전자책으로 출간.

### 만화
대한민국에서 일본 TL 만화는 주로 전자책으로 서비스되고 있다.
일본 TL 장르 특성 상 고수위 성적 표현이 포함되어 있기 때문에, 10대뿐만 아니라 20대 성인 여성도 주 독자층으로 삼아 주인공들의 연령대가 소설보다 훨씬 다양하다. 다만 대한민국 정식 발매 시에는 법률에 따른 성적 장면 검열에 인해 원본이 수정되는 경우가 많다.
2013년부터 대한민국에서 시행된 아동 및 청소년의 성 보호에 관한 법률(아청법)으로 인해 현재 주인공이 중고교생이거나 교복을 입고 나오거나 그 이하 연령의 아동을 대상으로 강한 성행위 등이 포함될 경우, 모두 출간이 금지된다. 이전에 이미 발간된 작품 중 이러한 요소를 포함하고 있는 작품은 현재 모두 판매가 중단되었다.

## 같이 보기
- 순정 만화
- 여성 만화
- 라이트 노벨
- 로맨스 소설
- 장르 소설
- ティーンズラブ
- レディースコミック